# 레게
레게(reggae)는 1960년대 후반 자메이카에서 발전한 음악 장르이다. 자메이카 음악의 한 장르인 스카와 록스테디에서 출발하여 여러 음악 장르의 영향을 받아 발전 하였다.
레게의 음악적 특성은 오프 비트라 불리는 독특한 약박 리듬에 기반한다. 레게의 리듬은 4분의 4박자로 보통 스카보다는 느리게 연주되며 한 마디의 세 번째 박이 강박이다.

## 어원
레게라는 말은 "현재 유행하는"이란 뜻의 자메이카식 영어에서 나왔다. 예를 들어 자메이카 영어로 "regged clothing"은 한참 유행하는 옷이란 뜻이다.
음반에서 레게라는 용어가 처음 사용된 것은 자메이카의 음악 그룹인 투츠 앤 더 마이탈스의 록스테디 음반 "Do the Reggay"로 이 음반은 1968년 발매되어 큰 성공을 거두었다. 이 당시 자메이카의 킹스턴에서는 좀 더 느리게 연주한 록스테디 음악을 레게라 불렀다. 다음은 레게 음악가인 데릭 모건의 말이다.
| “ | 우리는 록스테디란 이름을 좋아하지 않았어요. 그래서 나는 다른 버전의 "펫 맨"을 불렀죠. 박자를 변형 시키고 오르간은 느리게 연주했죠. 프로듀서 버니 리는 좋다고 하더군요. 그는 오르간과 전기기타로 사운드를 만들었어요. 그 소리가 마치 '레게, 레게' 하는 것처럼 들렸기 때문에 버니 리는 이 음악을 레게라 불렀는데 얼마 지나지 않아 다른 음악가들도 레게라고 부르더군요. | ” |
|   | — 제로메 에이지, 자메이카 음악의 역사 1953년-1973년 |   |

한편 레게 음반 《클렌시 에클스》를 제작한 스티브 버로우는 레게라는 말이 파트와어 스트레게(Streggae)에서 나왔다고 말한다. 다음은 투츠 앤 마이탈스 그룹의 멤버였던 투츠 히베르트의 말이다.
| “ | 자메이카에는 스트레게라는 말이 있어요. 한 여자가 걸어가는 걸 어떤 남자가 볼 때 이렇게 말하는 거죠. '어이, 그녀는 스트레게야.' 그러니까 그여자가 옷을 아주 잘 입은 건 아니지만 레게디(raggedy)하게 입었다는 거죠. 그 여자도 그 남자에게 똑같이 말할지 몰라요. 어느날 아침 저하고 제 친구 둘이 연주를 했는데 그때 내가 이렇게 말했죠. '좋아 친구들, 레게이 해 보자구.'('Ok Men, Let's do the reggay') 그렇게 해서 《Do the reggay》를 만들었는데 그게 크게 성공했어요. 나중에 사람들이 그러더군요. 그게 우리 음악의 이름을 붙인 일이었다구요. 그 전엔 이런 음악은 블루스 비트나 뭐 그런 이름으로 불렀어요. 이젠 기발한 이름이 붙었지요. | ” |
|   | — 투츠 히베르트, 2004년 6월 4일 인디펜던트와의 인터뷰에서 |   |

한편 밥 말리는 왕에게 헌정된 찬송가를 뜻하는 스페인어 가스펠 레게의 사례를 들어 레게라는 말이 라틴어 레기스(regis, 왕에게 바치는)에서 나왔으며 "왕의 음악 "을 뜻한다고 말하였다.

## 발전
1960년대 후반 자메이카의 록스태디와 스카에서 발전한 레게는 아프리카 음악과 케러비안 음악 그리고 미국의 리듬 앤 블루스로부터 많은 영향을 받았다. 1959년에서 1961년 사이 자메이카에서 시작된 스카는 자메이카 전통 음악인 멘토를 기반으로 발전한 음악 장르였다. 1960년 중반 자메이카 음악가들은 스카를 좀 더 느리게 연주하면서 오프 비트를 가미했고 알톤 엘리스는 이 음악을 자신의 음반에서 록스테디라 불렀다. 1960년대 말이 되자 음악가들은 리듬을 보다 느리게 하고 다른 여러 가지 효과를 가미하여 레게를 만들게 되었다.
레게는 이후 자메이카뿐만 아니라 영국, 미국에 퍼져 유행했다.

## 특징
레게음악의 가사는 대부분 가난한 자메이카 사람들이 갖는 사회에 대한 관심과 종교에 대한 믿음을 다루고 있다. 레게음악은 4/4박자에 불규칙하면서 강한 악센트가 특징이다. 짧은 리듬을 전기 기타와 드럼 세트로 여러 번 반복하거나 오르간이나 피아노로 반복하기도 한다. 리듬이 복잡한 경우도 있으나 화성은 단순하며, 록 음악처럼 소리도 크다.
그리고 개의 심박수와 유사하여 개가 들으면 심신이 안정되고 불안 해소, 수면 유도를 할 수 있다.